# بن بنتيل
بن بنتيل (بالإنجليزية: Ben Bentil)‏ مواليد 29 مارس 1995 في سيكوندي تاكورادي، غانا، هو لاعب كرة سلة غاني. بدأ مسيرته الاحترافية في سنة 2016. تم اختياره من قبل فريق بوسطن سيلتكس خلال الدرافت. يلعب مع فورت واين ماد أنتس في دوري الرابطة الوطنية لفئة التطوير. يحمل الرقم 42. يبلغ طوله 6 قدم 9 بوصة (2.1 م).

## المسيرة الاحترافية
لعب مع فورت واين ماد أنتس في سنة 2016، ثم لعب مع سنجان فلاينج تايجرز في الدوري الصيني في سنة 2016، ثم لعب مع فورت واين ماد أنتس في سنة 2017، ثم لعب مع دالاس مافيريكس في سنة 2017.

## إحصائيات المسيرة

### الموسم الاعتيادي
| السنة   | الفريق         | لعب | بدأ | دقيقة | ميداني% | ثلاثية | حرة  | ارتداد | صنع | استلاب | تصدي | نقطة |
| ------- | -------------- | --- | --- | ----- | ------- | ------ | ---- | ------ | --- | ------ | ---- | ---- |
| 2016–17 | دالاس مافيريكس | 3   | 0   | 3.3   | .000    | .000   | .000 | .7     | .0  | .0     | .0   | .0   |
| المسيرة | المسيرة        | 3   | 0   | 3.3   | .000    | .000   | .000 | .7     | .0  | .0     | .0   | .0   |

## روابط خارجية
- بن بنتيل على موقع الدوري الأوروبي لكرة السلة (الإنجليزية)
- بن بنتيل على موقع إن بي أي (الإنجليزية)
- بن بنتيل على موقع سبورتس رفرنس (الإنجليزية)
- بن بنتيل على موقع الدوري الإسباني لكرة السلة (الإسبانية)
- بن بنتيل على موقع كرة السلة الأوروبية.كوم (الإنجليزية)
- بن بنتيل على موقع DraftExpress.com (الإنجليزية)
- بن بنتيل على موقع إي إس بي إن.كوم (الإنجليزية)
- بن بنتيل على موقع كلية كرة السلة في سبورتس رفرنس.كوم (الإنجليزية)
- بن بنتيل على موقع ريلجم (الإنجليزية)
- بن بنتيل على موقع بروبوليرز (الإنجليزية)